# Амниоте
Амниоте (лат. Amniotæ) су животиње код којих ембрионални омотачи образују структуре као што су амнион, хорион, алантоис и жуманцетна кеса. Припадају им виши кичмењаци:
- гмизавци
- птице
- сисари

Амниоте су група оних копнених кичмењака, чија јаја имају амнион захваљујући ком могу да полажу јаја ван воде, на сувом, за разлику од анамниота (укључују водоземце, који су такође копнени кичмењаци и рибе) који своја јаја полажу у води. Амниоте укључују синапсиде (сисари и изумрли сродници) и сауропсиде (гмизавце, птице и њихове претке). 
Амниотски ембриони, без обзира да ли их мајке снесу као јаја или се развијају у материци, заштићени су са неколико омотача. По тим ембрионалним омотачима и одсуству стадијума ларве, амниоте се разликују од водоземаца (амфибија).